# Polyfill
Ein Polyfill (auch Polyfiller) ist ein – meist in JavaScript geschriebener – Programmcode-Baustein, der in älteren Webbrowsern eine neuere, von diesen nicht unterstützte Funktion mittels eines Workarounds nachrüsten soll. Beispielsweise sind Features von HTML5 und CSS in älteren Browsern nicht verfügbar. Webseiten können diese Funktionen trotzdem verwenden, wenn sie ein entsprechendes Polyfill mitliefern.
Die Bezeichnung „Polyfill“ leitet sich von Polyfilla ab, dem Namen einer in Großbritannien weit verbreiteten Marke für Mauer-Füllmasse (ähnlich dem im deutschen Sprachraum verbreiteten Moltofill). Sie wurde von Remy Sharp für sein Buch Introducing HTML5 im Jahr 2009 geschaffen.